# Cynorta scripta
Cynorta scripta is een hooiwagen uit de familie Cosmetidae.